# Бенедетини (Гросето)
Бенедетини је насеље у Италији у округу Гросето, региону Тоскана.
Према процени из 2011. у насељу је живело 12 становника. Насеље се налази на надморској висини од 625 м.